# Bandeira dos Camarões
A atual bandeira nacional dos Camarões foi adotada em 20 de maio de 1975 após os Camarões se terem tornado um estado unitário. A bandeira anterior (1961–1975) era de um esquema de cores semelhante à actual, mas com duas estrelas amarelas na parte superior da faixa verde, à tralha. As cores, são as cores Pan-Africanas, e o design é adaptado da bandeira da França. A faixa central representa unidade: o vermelho é a cor da unidade, e a estrela amarela ao seu centro é referida como a "estrela da unidade". O amarelo simboliza o sol e também as savanas do norte do país; e o verde, as florestas do sul de Camarões.

## Outras bandeiras

Bandeira dos Camarões (1957-1961)
Bandeira dos Camarões (1961-1975)